# First Houses
First Houses es un proyecto de vivienda pública en Alphabet City, Manhattan, Nueva York y fue uno de los primeros proyectos de vivienda pública en Estados Unidos. Las primeras casas fueron designadas como Hito Histórico Nacional y de la Ciudad de Nueva York en 1974. Son administradas por la Autoridad de Vivienda de la Ciudad de Nueva York.  

## Descripción
El proyecto consta de 122 apartamentos de tres o cuatro habitaciones en 8 edificios de cuatro o cinco pisos, y está ubicado en la manzana delimitada por las calles 3 Este y 2 Este y  la Primera Avenida y la Avenida A, en los vecindarios de Alphabet City y East Village.

## Historia
First Houses debe su nombre a que es una de las primeras unidades de vivienda pública construidas en Estados Unidos, abriéndose para los primeros inquilinos el 3 de diciembre de 1935. Existían viviendas de la era victoriana en el sitio antes de que fueran autorizadas a construir el proyecto, que también fue el primer proyecto emprendido por la nueva Autoridad de Vivienda de la ciudad, que lo completó en 1936.
El proyecto se planeó como una rehabilitación intestinal, con una de las tres viviendas derribadas para proporcionar más luz y aire, pero el arquitecto Frederick L. Ackerman y sus ingenieros pronto descubrieron que las viviendas del siglo XIX eran demasiado frágiles para ser reconstruidas. Así que fueron demolidos y First Houses se construyó desde cero, con una pequeña cantidad de los soportes de los cimientos originales que se utilizaron. La ciudad pidió prestados 223.281 dólares para comprar ocho viviendas en ruinas.
El proyecto reutilizó ladrillos y empleó a decenas de trabajadores con ayuda pagada por el gobierno federal. Ackerman diseñó los edificios de apartamentos con entradas traseras y patios para permitir más luz y aire que las viviendas existentes. Las áreas abiertas adoquinadas detrás de los edificios proporcionaron áreas de juego, árboles, bancos y esculturas para los inquilinos. Cuando se anunció el proyecto, la respuesta fue enorme: 11.000 personas se postularon, pero solo se eligieron 123. Los seleccionados eran trabajadores de la confección, taxistas y barberos que habían vivido en apartamentos en mal estado, sin calefacción ni baños privados.
Aunque las primeras casas costaron mucho más de lo previsto, el presidente de la Autoridad de Vivienda, Langdon Post, dijo que valió la pena. "En primer lugar ... sacó la cuestión de la vivienda pública del ámbito del debate y ha pasado al ámbito de los hechos. En segundo lugar, estableció a la Autoridad como una agencia para la emisión de bonos de limpieza de barrios marginales. Ambos Vincent Astor y Bernard M. Baruch aceptaron los bonos de la Autoridad para cubrir los pagos de la tierra, los primeros bonos de este tipo que se emitieron. En tercer lugar, brindó la oportunidad de probar el poder de la Autoridad para condenar tierras para la limpieza de barrios marginales, una prueba que ganamos. En cuarto lugar, en palabras del alcalde Fiorello La Guardia, 'estamos orgullosos'".
La prueba que ganó la Autoridad de Vivienda fue el derecho a ejercer la poderosa herramienta del dominio eminente. El propietario de dos viviendas en East 3rd Street sostuvo que la incautación de su propiedad, incluso con una compensación, contravenía las constituciones de Estados Unidos y el estado de Nueva York. La Corte de Apelaciones de Nueva York, el tribunal más alto del estado, dictaminó que la Autoridad de Vivienda podía expropiar propiedad privada: "Siempre que surja, en el estado, una condición de asuntos que supongan una amenaza sustancial para la salud pública, la seguridad o bienestar, se convierte en el deber del gobierno aplicar cualquier poder que sea necesario y apropiado para controlarlo ".